# 聖巴托洛梅霍科特南戈
15°11′34″N 91°4′39″W / 15.19278°N 91.07750°W
聖巴托洛梅霍科特南戈（西班牙語：San Bartolomé Jocotenango），是危地馬拉的城鎮，位於該國中西部，由基切省負責管轄，面積123平方公里，海拔高度1,493米，2002年人口8,639，人口密度每平方公里70.24人。